# Dassault Mirage 2000
Dassault Mirage 2000 je francouzský víceúčelový jednomotorový stíhací letoun čtvrté generace, vyráběný společností Dassault Aviation. V 70. letech byl vyvinut na základě letounu Mirage III a v roce 1982 byl zařazen do výzbroje Francouzského letectva. Existuje několik variant tohoto letounu, včetně útočných verzí 2000N a 2000D, vylepšených verzí 2000-5, řady exportních variant a celkem bylo vyrobeno přes 600 strojů, které byly k roku 2024 ve službách letectev sedmi států.

## Vývoj

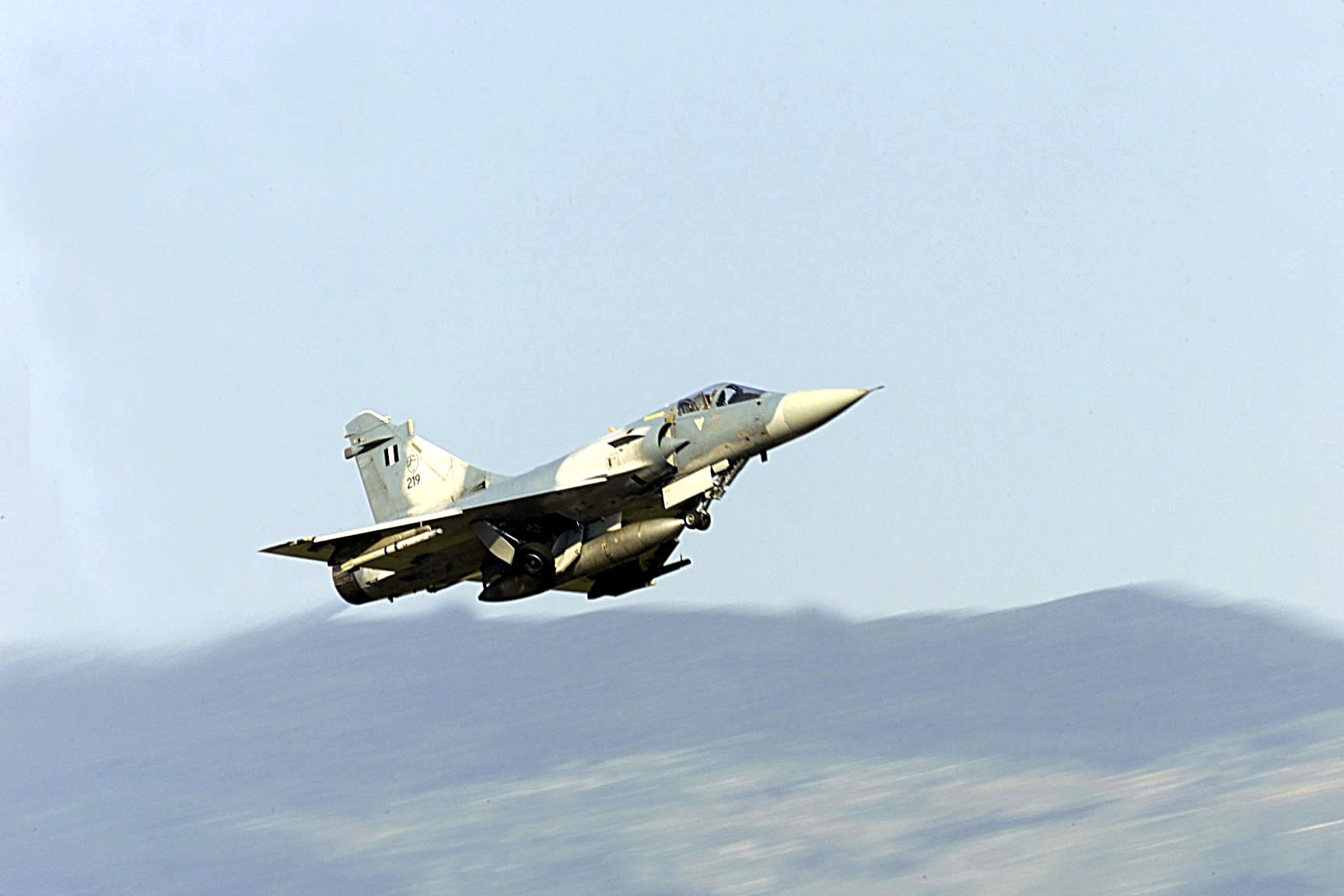
Řecká Mirage 2000EG

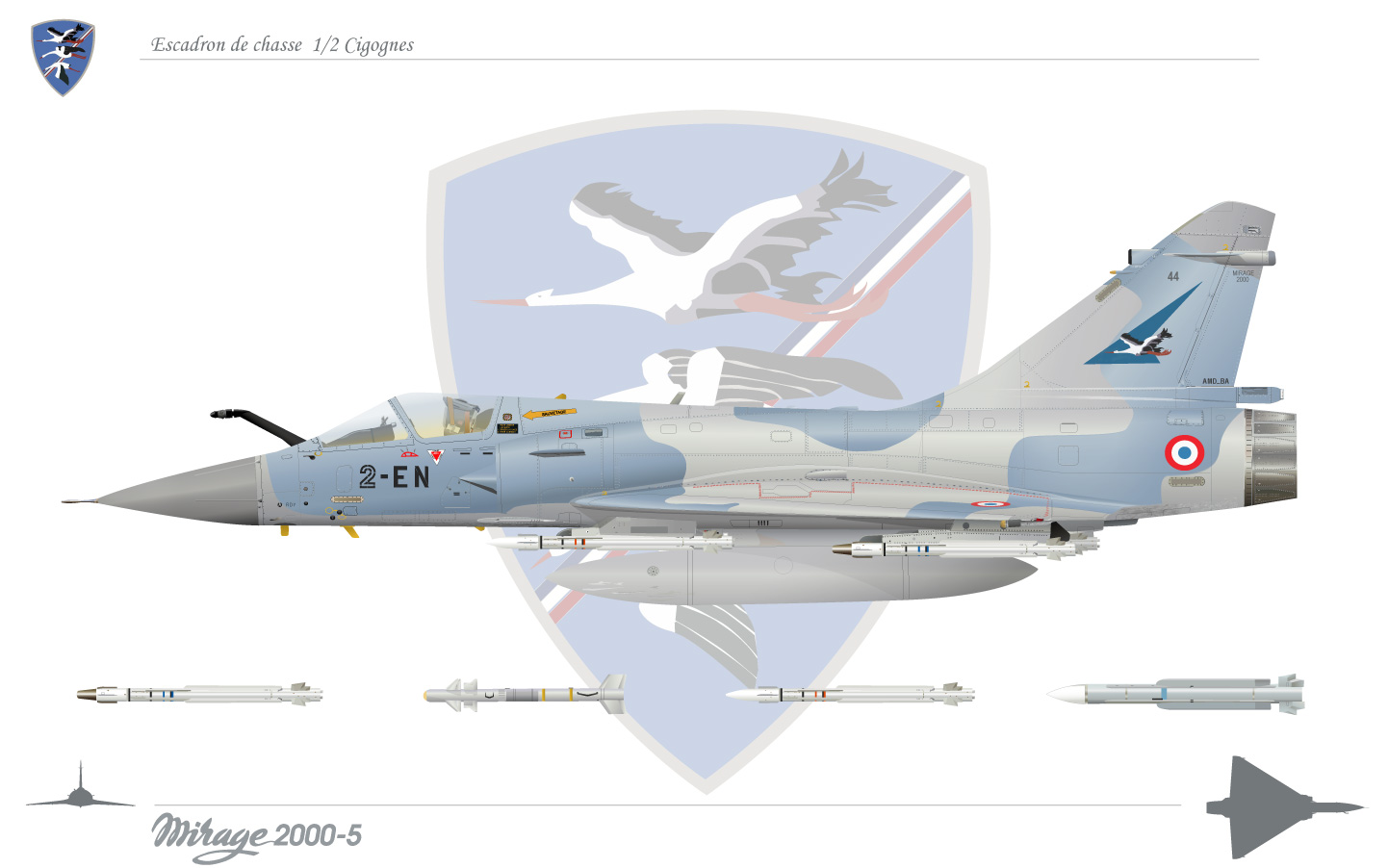
Dassault Mirage 2000-5 ve zbarvení peruti EC 1/2 „Cigognes“

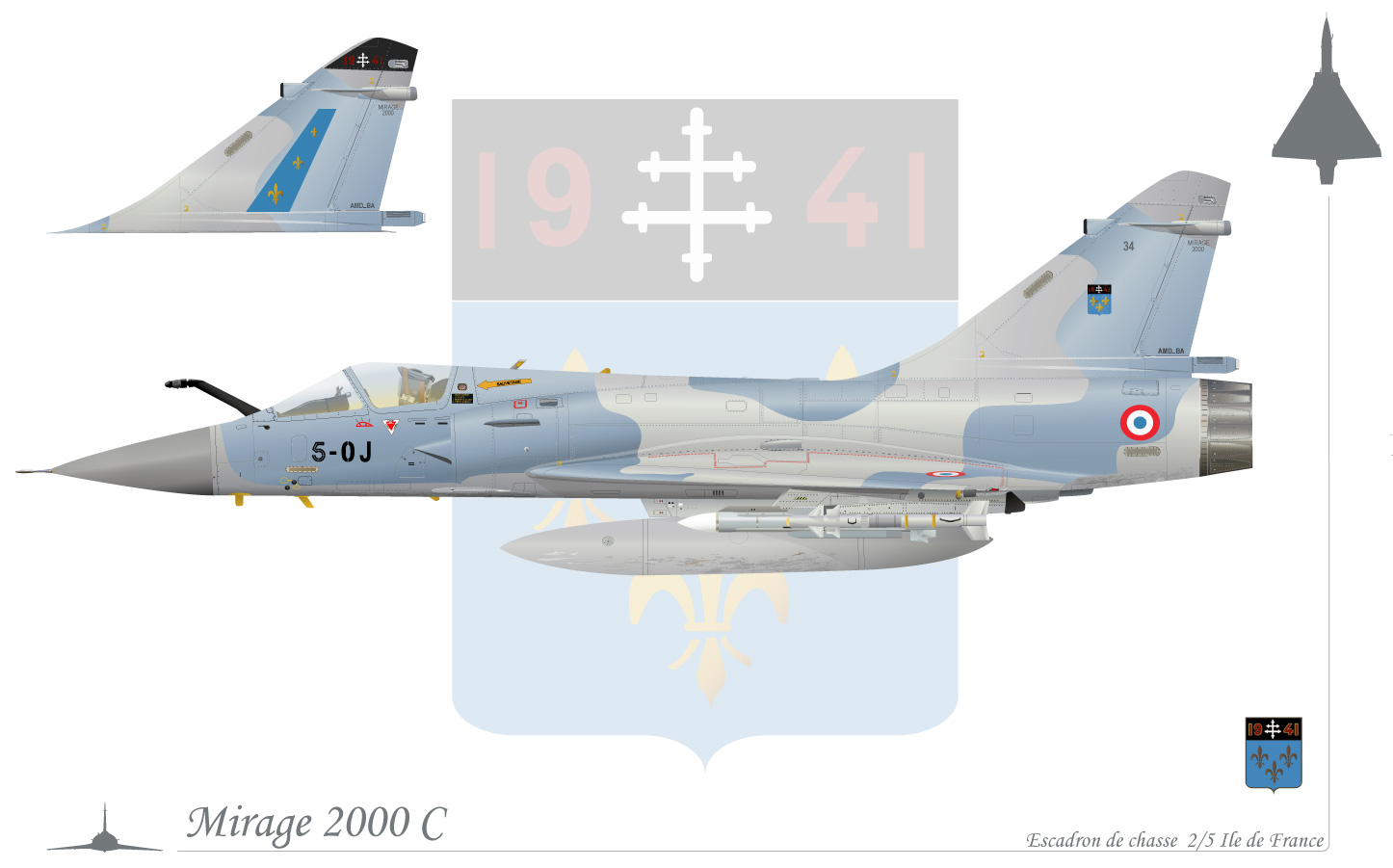
Mirage 2000C, Armée de l'Air, EC 2/5 „Ile de France“

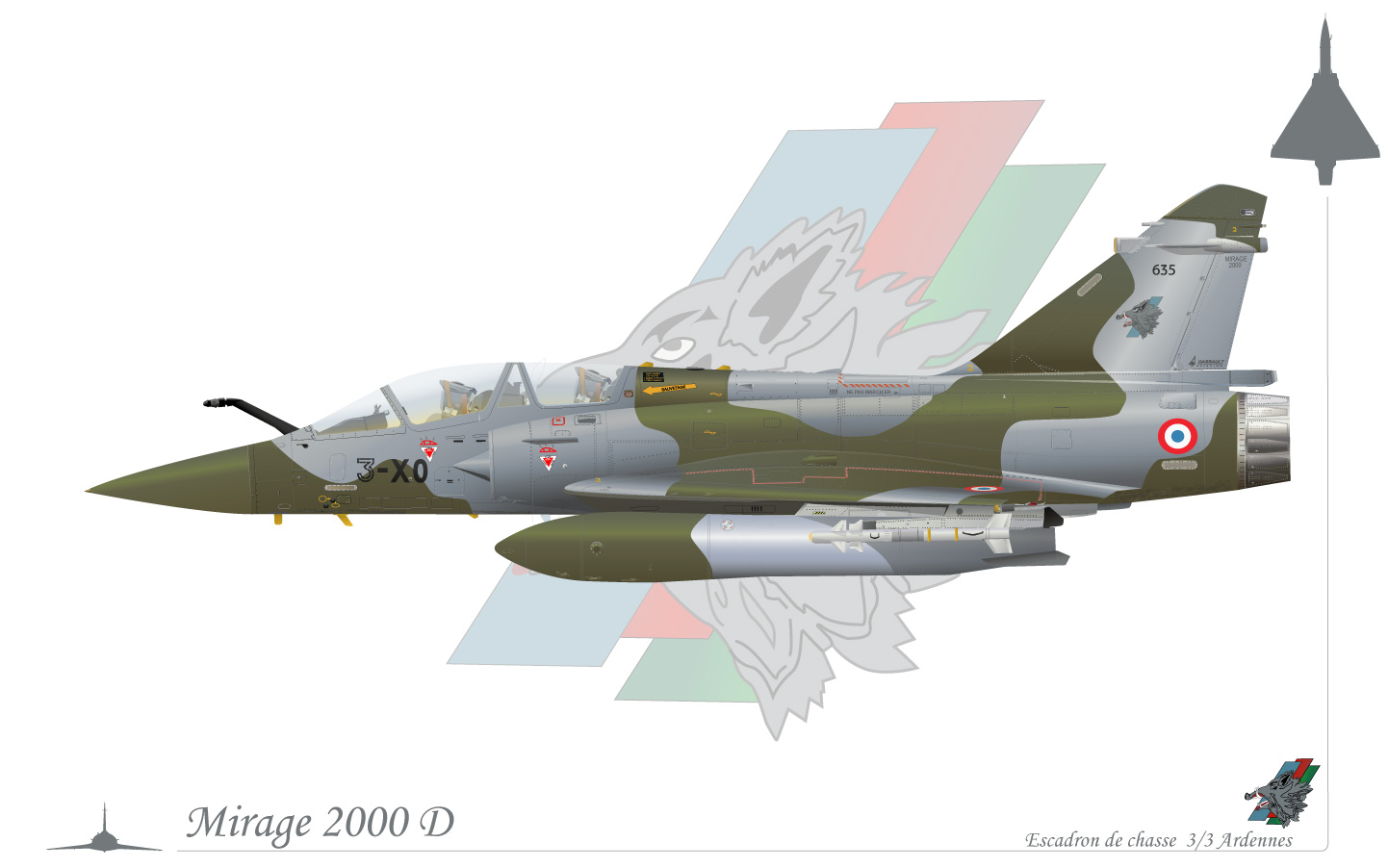
Mirage 2000D, Armée de l'Air, EC 3/3 „Ardennes“

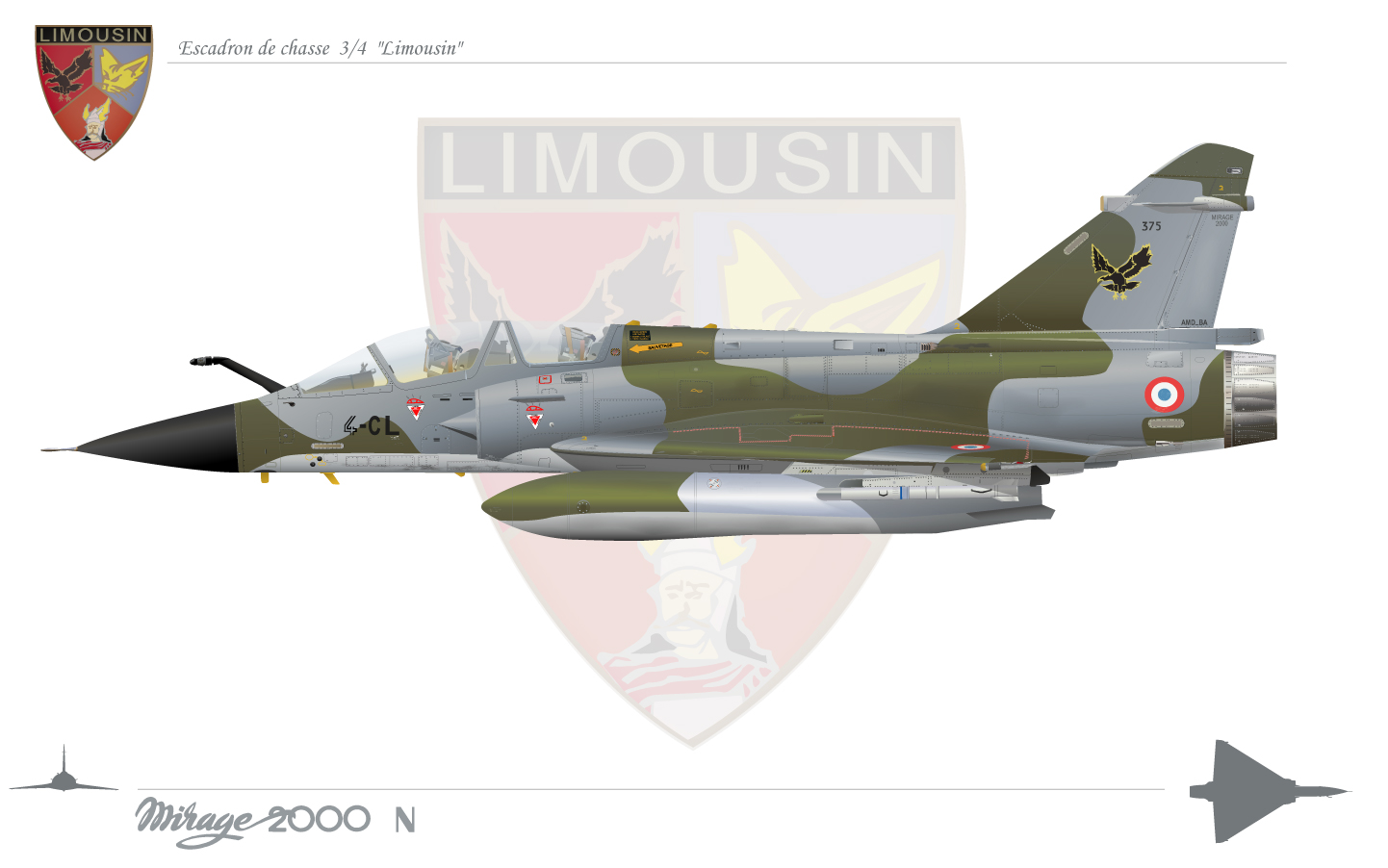
Mirage 2000N, Armée de l'Air, EC 3/4 „Limousin“

Vývojové práce na stroji Mirage 2000 byly zahájeny v prosinci 1975 na základě požadavku francouzského letectva o letoun, který by představoval pronikavou modernizaci starších typů Mirage. Po klasickém typu Mirage F1 se společnost Dassault-Breguet vrátila ke koncepci delta křídla, kterou navázala na řadu Mirage III. U konstrukčně zcela nového křídla s menším zakřivením profilu byla zvětšena jeho plocha. Zvýšení vztlaku při vzletu a přistání bylo dosaženo náběžnou hranou sklopnou po celém jejím rozpětí v kombinaci se sklonem elevonů na celé odtokové hraně. Ústřední palubní počítač a systémem aktivního řízení fly-by-wire umožnil vyvolat prudký posun těžiště vzad, čímž bylo dosaženo krátké umělé nestability využité k provedení ostrých obratů.
První prototyp letounu nové generace Mirage 2000-01 poprvé vzlétl 10. března 1978, v jehož případě se hlavní pozornost soustředila na prověření letových a technických charakteristik, včetně systémů a pohonné jednotky SNECMA M53-P2 o maximálním tahu 95,16 kN. Za standardní hlavňovou výzbroj byla zvolena dvojice kanónů DEFA 5-54 ráže 30 mm, pro vzdušný boj byly určeny dvě protiletadlové řízené střely Matra Super 530 a dvě Matra R-550 Magic. Vícerežimový radiolokátor RDM (Radar Doppler Multirole) umožňoval objevení cíle do vzdálenosti 100 km a pilotáž letounu v malých výškách při obletu překážek.
Druhý prototyp, zalétaný 18. září 1978, byl určen především k testům podvěsné výzbroje a navigačních systémů. U třetího vyrobeného letounu z dubna 1979 probíhala prověrka radaru, čtvrtý absolvoval zkoušky palubního zbraňového systému (květen 1980). Pátým zkušebním letounem byla mírně prodloužená dvoumístná varianta bez kanónů pro výcvik pilotů Mirage 2000B, zalétaná v říjnu 1980. Během zkoušek strojů Mirage 2000 byla vyměněna nevyzrálá turbodmychadlová pohonná jednotka M53-P2 za méně výkonný typ SNECMA M53-5 o maximálním tahu 89,27 kN.
Dodávka 124 sériových jednomístných přepadových stíhačů Mirage 2000C pro Armée de l'Air začala v roce 1983. Tři jednotky obdržely stroje s motory M53-5 a radarem RDM. Od 38. vyrobeného kusu byl instalován impulsní radar RDI (Radar Doppler a Impulsion) pro zachycení cílů v dolní polosféře a motor M53-P2. Objednávky na dvoumístné Mirage 2000B byly z ekonomických důvodů zastaveny v roce 1991 po produkci 30 kusů.
Exportním ekvivalentem francouzských Mirage 2000B/C se staly Mirage 2000E (jednomístná) a Mirage 2000ED (cvičná). Egyptské vojenské letectvo převzalo 20 strojů, Indické letectvo 49 kusů a Peru 12. Řecké vojenské letectvo zakoupilo 30 letounů s modernizovaným systémem pro radioelektronický boj, 36 kusů takto upravených letounů převzaly Spojené arabské emiráty. Dodávka pro SAE zahrnovala také 8 letounů verze Mirage 2000RAD, které mohou nést kontejnery SLAR (Side-Looking Airborne Radar-palubní radar s bočním snímáním), LOROP (Long Range Oblique Photography-šikmé snímkování na velkou vzdálenost) a další senzory v podvěsech.
Zdokonalená varianta Mirage 2000-5 má zabudovaný dopplerovský radar s možností vyhledávat současně více cílů, který je kompatibilní s řízenými střelami MICA (Missile d' Interception et de Combat Aérien), inovované vybavení kabiny a modernizovaný systém pro radioelektronický boj.
V letech 1994-97 proběhla modernizace 37 francouzských letounů Mirage 2000C na verzi Mirage 2000-5F. V letech 1997-98 byly dodány na Tchaj-wan a následně do Kataru. Tchaj-wan převzal celkem 48 jednomístných strojů v provedení Mirage 2000-5E, které jsou v podstatě identické s francouzskými 2000-5F, s možností nést řízené střely Matra BAe Magic 2 a MICA. Dodávka zahrnovala rovněž 12 cvičných letounů Mirage 2000-5D.
Již v roce 1979 získala společnost Dassault kontrakt na výrobu dvou prototypů Mirage 2000P (Pénétration), které byly určeny jako náhrada za stárnoucí nosiče nukleárních zbraní Mirage IVP. Tato dvoumístná verze, později označená jako Mirage 2000N (Nucléaire), měla vnější podobnost s cvičnou variantou 2000B. Drak stroje byl ovšem zesílen pro lety nadzvukovou rychlostí v malých výškách s instalací radaru Antilope 5 pro sledování profilu terénu, který umožňuje automatické kopírování zemského terénu ve výšce 91 m při rychlosti 1112 km/h. Základní výzbroj tvoří taktické řízené střely Aerospatiale ASMP (Air-Sol Moyenne Portée) s možností nést nukleární hlavice o síle 150 nebo 300 kT, které mají při odpálení z malé výšky dolet přes 80 km. Letoun byl sériově vyráběn ve dvou subverzích. Mirage 2000N-K1 pro jaderné údery (vyrobeno 31 kusů) a Mirage 2000N-K2 s přidanou konvenční výzbrojí (46 kusů). Exportní variantou 2000N-K1 je Mirage 2000S.
Z důvodu zpoždění programu Dassault Rafale vyvstal požadavek většího množství letounů vyzbrojených pouze konvenčními zbraněmi. Výsledkem byla verze Mirage 2000 N' (N Prime), jejíž prototyp vzlétl v roce 1990. Označení bylo později změněno na Mirage 2000D (Diversified). Celkem 75 vyrobených strojů bylo dodáváno od roku 1993. Od varianty 2000N se liší modernizovaným systémem výmetnic klamných cílů a ovládacími prvky soustředěnými na řídící a plynové páce (HOTAS). Vysokou přesnost zbraňového systému zajišťuje značkovací kontejner s laserovým ozařovačem PDCLT s televizním systémem a termovizní kamerou. Umístěn je pod pravým vstupem vzduchu k motoru a umožňuje navádění laserem řízených střel AS30L, nebo pumy BGL 1000. Absenci pevně instalované kanónové výzbroje lze vyřešit podvěsnými kontejnery s dvouhlavňovým kanónem CC630 ráže 30 mm.
Letouny Mirage 2000-5 Mk.II (původní označení M2000-9) byly vyvinuty pro SAE. Požadavek zněl na bitevní stroj dlouhého doletu, schopný nést až 6 řízených střel MICA.
Verze Mirage 2000DRMV (RMV, francouzsky Rénovation Mi-Vie) je střednědobou modernizací letounů Mirage 2000D. První byl dodán roku 2021. Do konce roku 2025 má být na verzi Mirage 2000DRMV modernizováno padesát letounů (původně bylo plánováno 71 kusů). Ve službě má letoun zůstat nejméně do roku 2035. Do jeho výzbroje byly integrovány nové zbraně: 30mm kanón CC422 v podvěsném kontejneru, protiletadlové řízené střely MICA NG, 227kg, 454kg a 907kg laserem naváděné pumy řady Paveway (GBU-48, GBU-49, GBU-50) a lehké laserem naváděné pumy BAT-120LG. Letouny mají modernizovanou avioniku, mohou využívat modernější průzkumný a zaměřovací kontejner TALIOS a centrální přídavnou nádrž s integrovanými výmetnicemi klamných cílů.

## Konstrukce

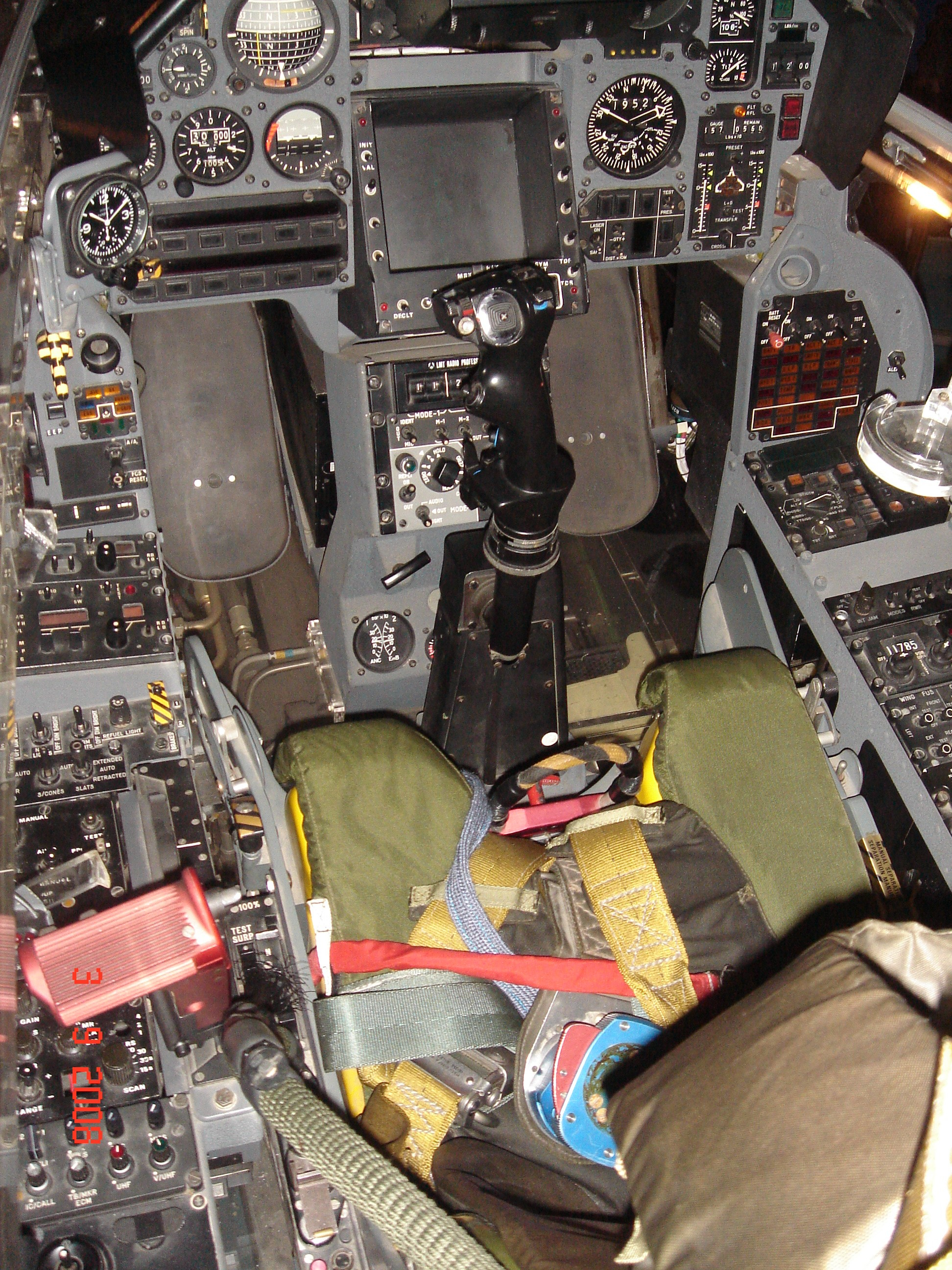
Kabina pilota Mirage 2000

Návrh draku letadla Mirage 2000, který počítal s delta křídlem, vypadal zpočátku jako krok zpět. Jeho předchůdce Mirage F1 byl totiž hornoplošník s lichoběžníkovými křídly. Mirage 2000 tak konstrukčně vycházel více ze starší Mirage III, který byl vyvíjen ještě v 50. letech. O strojích s delta křídlem se v té době vědělo, že mají dobré letové vlastnosti při vysoké rychlosti, jejich radarová odrazná plocha je nižší, konstrukčně jsou jednodušší a poskytují více vnitřního prostoru pro palivo. Nebyly však dobrou volbou pokud šlo o ovladatelnost a lety v nízké nadmořské výšce. Také potřebovaly delší dráhu pro vzlet a přistání. Inženýrům v Dassaultu se však podařilo navrhnout drak letadla tak, že v kombinaci s elektroimpulsním systémem řízení (fly-by-wire) dosahoval Mirage 2000 potřebnou úroveň obratnosti. Délka přistání byla snížena díky mohutným uhlíkovým brzdám. Přední podvozek je tvořen dvojitým kolem a zatahuje se dozadu, zatímco hlavní podvozek je vybaven sólo koly a zatahuje se dovnitř křídel. Výškovka, která je delší než u Mirage III, umožňuje pilotovi udržet si kontrolu nad strojem i při vyšších úhlech náběhu. Většina letadla byla vyrobena z hliníkových slitin, ale některé díly již byly z titanu a uhlíkových vláken.
Pilot sedí na vystřelovacím sedadle Sembo Mark 10, které je licenční verzí britského Martin-Baker Mark 10. Sedadlo má parametry 0/0, což znamená, že pilot se může katapultovat již při nulové výšce a nulové rychlosti letadla.
Vestavěnou výzbroj tvořila dvojice kanónů DEFA 554 (nyní GIAT 30-550 F4) ráže 30 mm se zásobou munice 125 ks. Kanóny mají volitelnou kadenci 1200 nebo 1800 výstřelů za minutu. Mirage 2000 má 9 závěsníků, na kterých může nést výzbroj a externí palivové nádrže do hmotnosti 6 300kg. Pět závěsníků se nachází pod trupem letadla a po dva závěsníky jsou umístěny pod každým křídlem. Tři pylony jsou tzv. mokré, tj. jsou schopné nést odhoditelné přídavné palivové nádrže - jde o středový pylon pod trupem a vnitřní pylony pod křídly.

## Služba

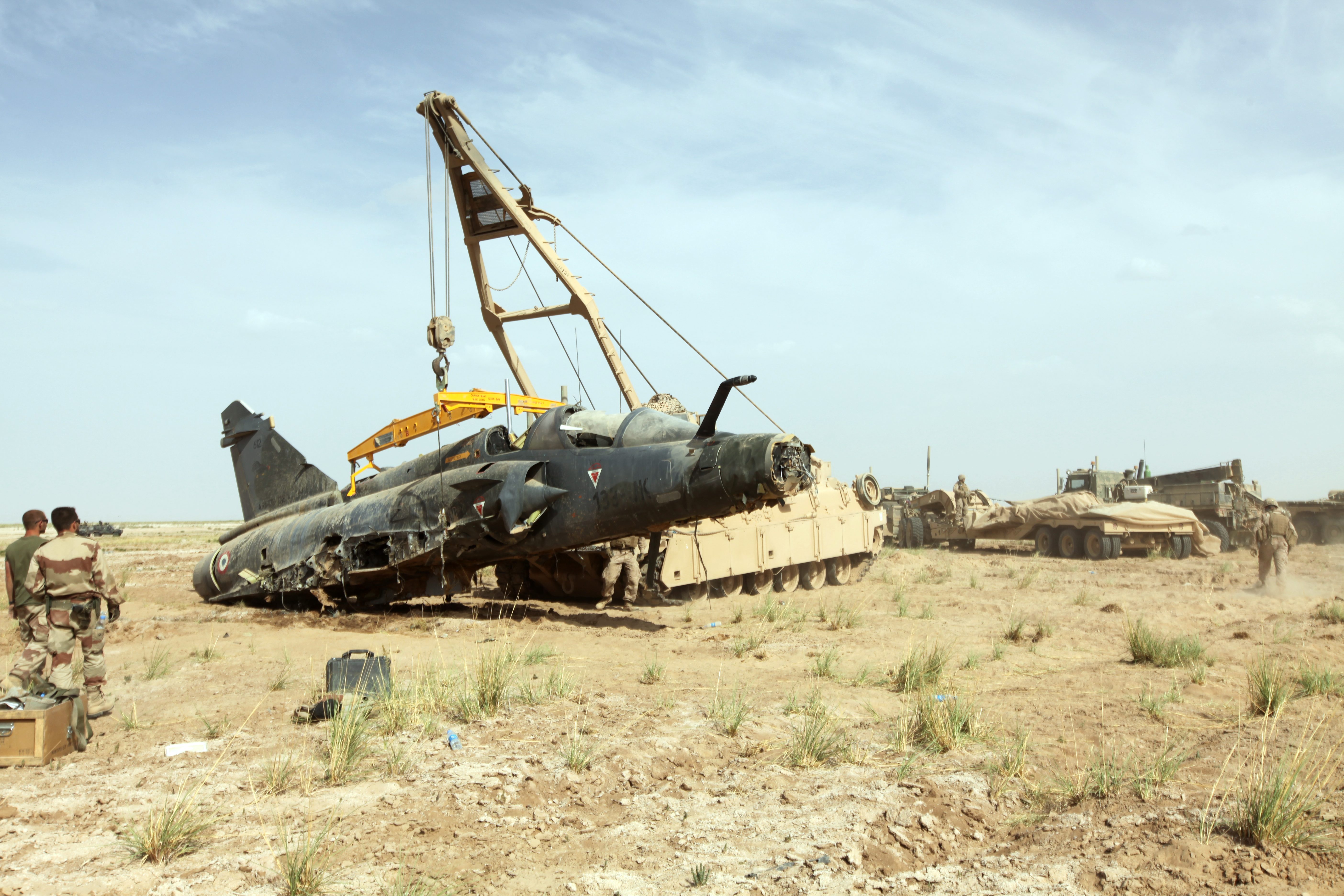
Vyprošťování francouzské Mirage 2000D, která havarovala v distriktu Bakwa ve Faráhu v Afghánistánu v květnu 2011.

Poprvé se letadla Mirage 2000 zúčastnila bojů během války v Zálivu v letech 1990 až 1991. Francie a Spojené arabské emiráty nasadili po 12 stíhacích letounech tohoto typu proti iráckému letectvu. V prvních dnech se však letecké kampaně koalice nezúčastnila, protože irácké letectvo disponovalo také letadly společnosti Dassault - konkrétně 76 stroji Mirage F1 EQ. Francouzské Mirage 2000 vzlétly celkem 512krát, zatímco letadla Spojených arabských emirátů uskutečnila 64 bojových letů.
V roce 1995 se 16 francouzských Mirage 2000D zapojilo do útoků na pozice bosenských Srbů. Francouzské letectvo využívalo laserem naváděné rakety vzduch-zem AS-30L a laserem naváděné pumy Paveway. 30. srpna byla jedna ze stíhaček Mirage 2000 sestřelena v blízkosti města Pale. Oba piloti přežili, ale padli do zajetí, z něhož byli bosenskými Srby propuštěni v prosinci 1995.
V letech 1998 až 1999 se 8 francouzských Mirage 2000D zapojilo v rámci aktivit NATO do útoků proti srbským jednotkám, které bojovaly s kosovskými Albánci. Srbské pozice byly bombardovány převážně pumami Paveway I, Paveway III a laserem naváděnými raketami vzduch-zem AS-30L. Navíc 8 stíhaček Mirage 2000C provádělo hlídkování ve vzdušném prostoru nad územím bývalé Svazové republiky Jugoslávie.
Po teroristických útocích z 11. září 2001 podnikly USA leteckou ofenzívu a následnou pozemní intervenci v Afghánistánu. Ke koalici, vedené Spojenými státy, se přidaly i další země, včetně Francie. Od 23. října 2001 do 30. září 2002 nalétaly francouzské letouny Mirage 2000D a Super Étendard nad Afghánistánem 12 000 hodin. V uvedeném období zničily 33 pozemních cílů, které byly spojovány s teroristickou organizací al-Káida nebo s vládou Talibanu.
V únoru 2025 francouzské letectvo potvrdilo, že jeho stíhací letouny Mirage 2000-5F a Rafale sestřelily v bojových operacích nad Rudým mořem a v jeho okolí téměř tucet hútíjských bezpilotních letounů. Zapojeny tak byly do reakce na krizi v Rudém moři. Francouzská jednotka s letouny Mirage 2000-5F je dlouhodobě umístěna v Džibutsku.

### Služba v ukrajinských vzdušných silách
Dne 6. června 2024 oznámil francouzský prezident Macron během oslav Dne D, že Francie dodá Ukrajině nespecifikované množství letounů Mirage 2000-5 neuvedené verze. Očekávalo se, že letouny budou upraveny výrobcem tak, aby z nich šlo odpalovat střely SCALP EG. V úvahu přichází i varianta, že Francie pro Ukrajinu odkoupí katarské či řecké stroje, neboť obě země mají zájem je prodat a pro Francii jsou Mirage 2000-5 stále obtížně nahraditelné v aktivní službě.
Na začátku února 2025 na Ukrajinu přiletěl první stíhací letoun Mirage 2000-5F. Ukrajina tak po F-16 získala druhý typ stíhacího letounu západní výroby. Příletu letounu předcházel několikaměsíční výcvik ukrajinského personálu ve Francii. Francie potvrdila, že letouny před dodáním dostanou nové schopnosti v boji proti pozemním cílům.
Dne 7. března 2025 ukrajinské letectvo potvrdilo první bojové nasazení svých Mirage 2000-5F, když zasáhly proti ruskému kombinovanému útoku dronů a raket během předchozí noci. Dne 22. července 2025 došlo k první potvrzené ztrátě ukrajinského letounu Mirage 2000. Letoun havaroval při bojové misi, pilot se úspěšně katapultoval.

## Varianty

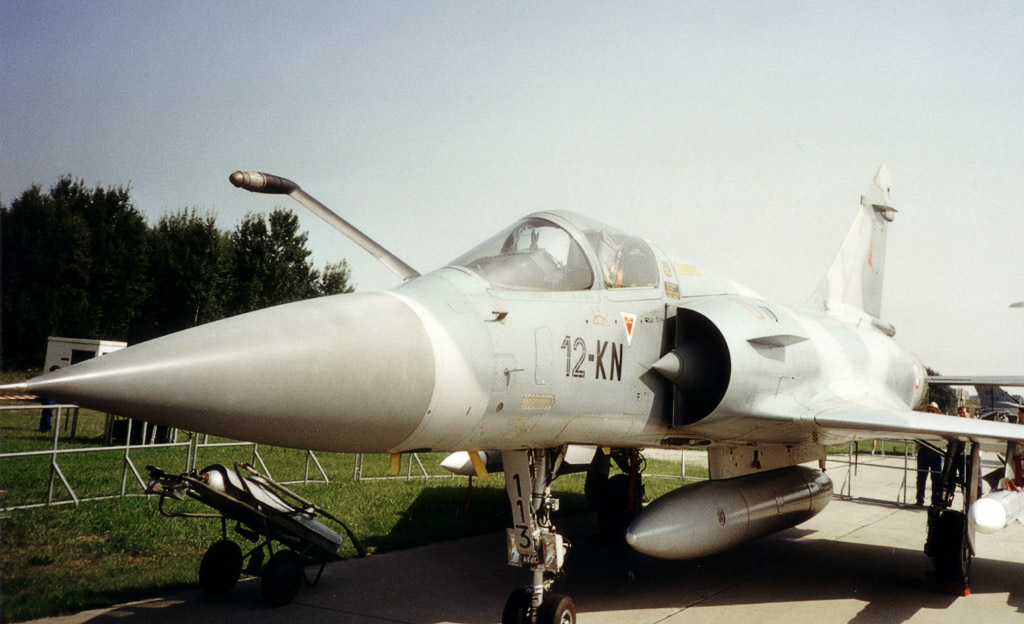
Mirage 2000C
Jednomístný stíhací letoun k vybojování vzdušné nadvlády (C je zkratkou francouzského slova Chasseur, tj. stíhačka). Výroba této verze začala v listopadu 1982 a celkem bylo vyrobeno 124 kusů.
Mirage 2000B
Dvoumístná cvičná verze, která poprvé vzlétla 11. října 1980.
Mirage 2000N
Dvoumístná verze, odvozená z Mirage 2000B, která je schopná nést nukleární střelu ASMP s doletem 300 km (od roku 2009 i její modernější verzi ASMP-A s doletem více než 500 km.
Mirage 2000D
Dvoumístné bojové letadlo, odvozené z varianty Mirage 2000N, které však nese místo nukleárních jen konvenční střely vzduch-zem (Apache, Scalp) a řízené pumy (AASM, BGL, Paveway).

## Uživatelé

Přehled uživatelů

### Současní uživatelé
- Egypt
- Francie
- Indie
- Peru
- Řecko
- Spojené arabské emiráty
- Tchaj-wan
- Ukrajina

### Bývalí uživatelé

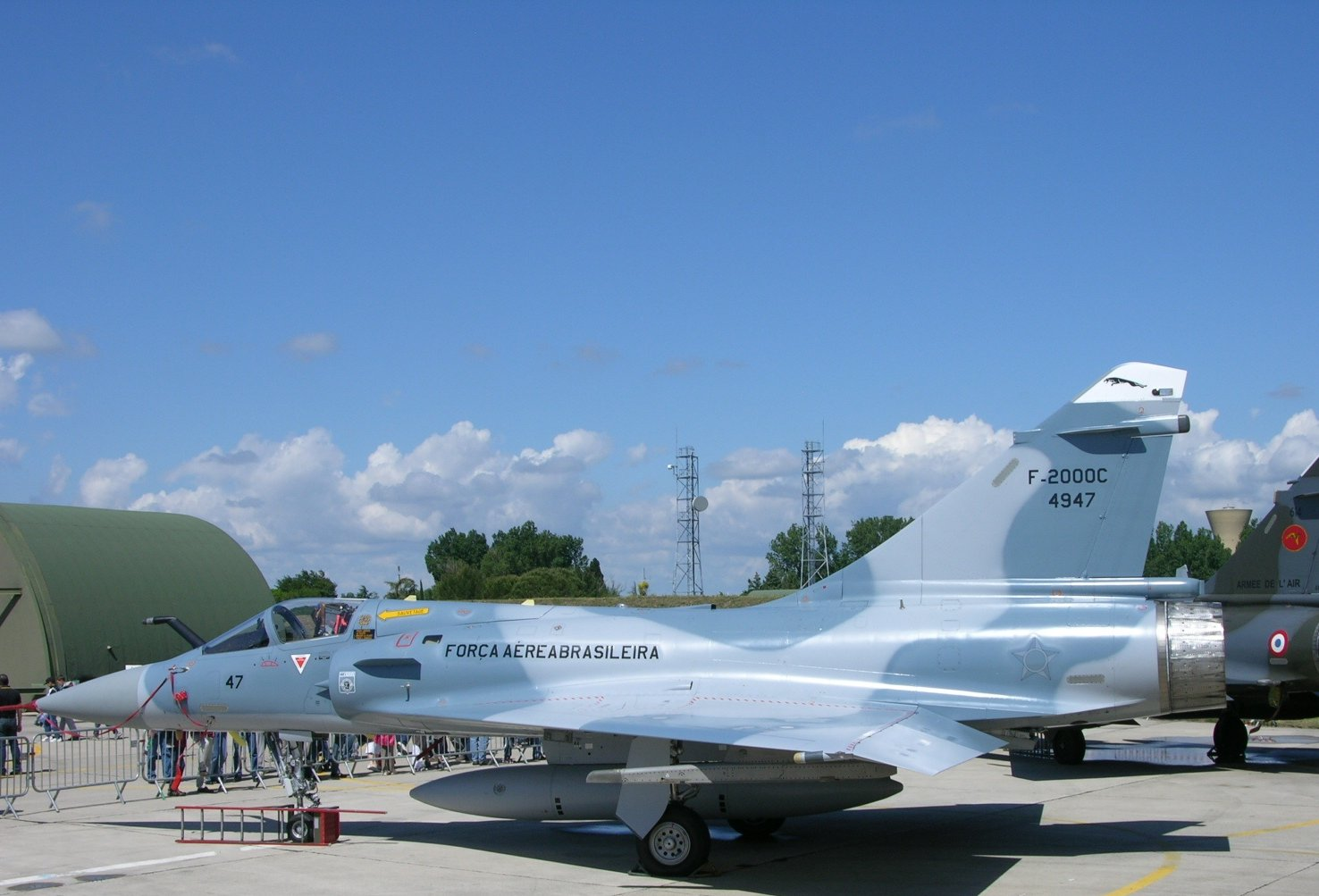
Brazilská Mirage 2000 v květnu 2008.

- Brazílie - Vyřazeny v prosinci 2013 a nahrazeny letouny Saab JAS-39 Gripen. V roce 2019 prodány soukromé francouzské společnosti Proctor.[20][21]
- Katar - V roce 2024 je dokončován proces vyřazení, náhradou se v rámci rozšiřování katarského letectva stanou letouny F-15QA Strike Eagle, Dassault Rafale a Eurofighter Typhoon.[22] Vyřazené Mirage měly být prodány prostřednictvím Czechoslovak Group Indonésii,[23] z obchodu však nakonec z finančních důvodů sešlo.[24]

## Specifikace (Mirage 2000C)

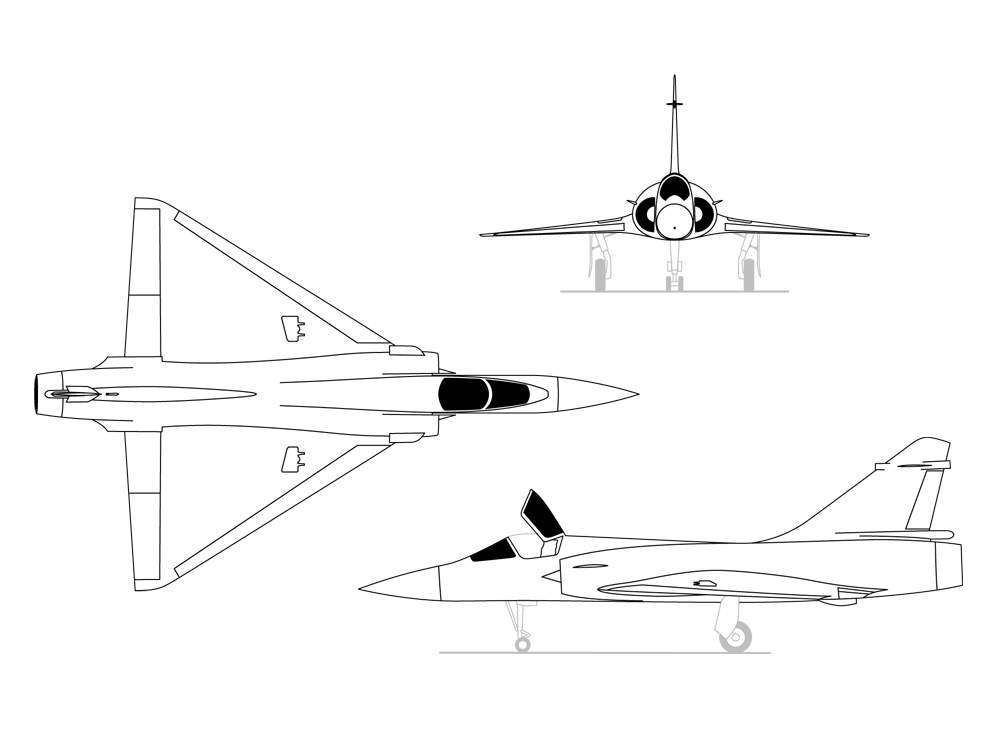
Nákres

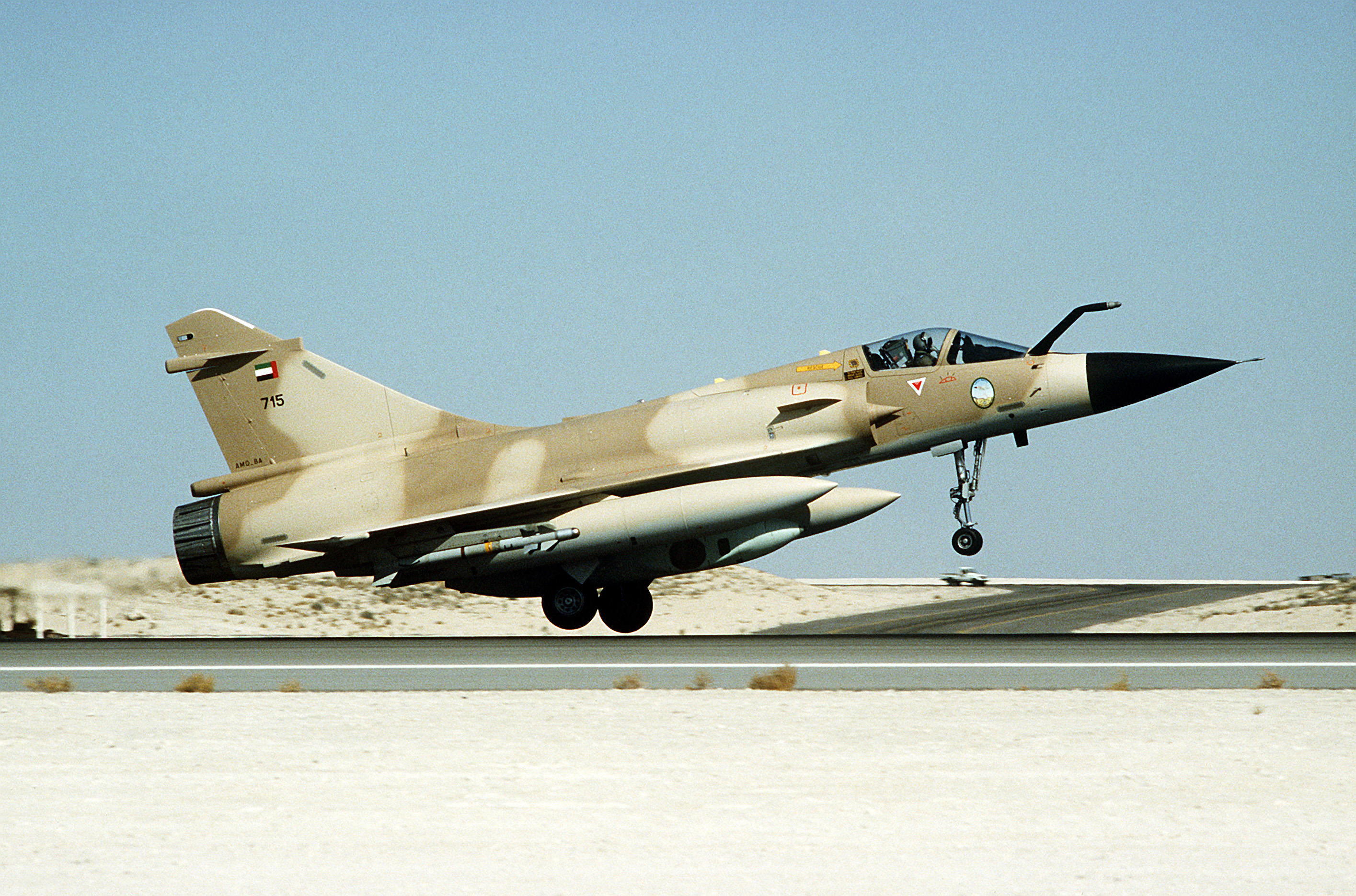
Mirage 2000RAD Spojených arabských emirátů během operace Pouštní bouře

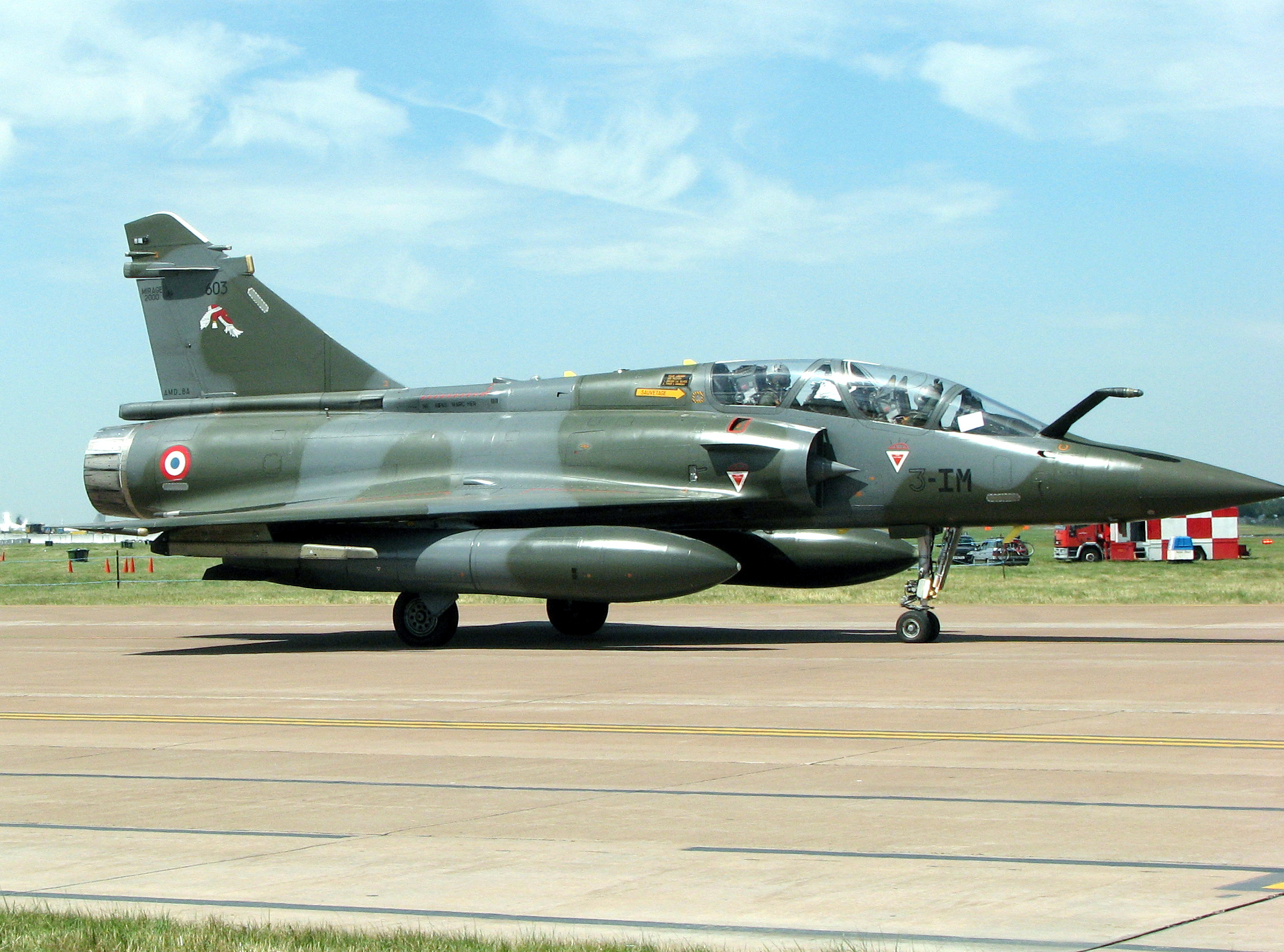
Francouzská Mirage 2000D

### Technické údaje
- Osádka: 1
- Rozpětí: 9,13 m
- Délka: 14,36 m
- Výška: 5,20 m
- Nosná plocha: 41 m²
- Hmotnost prázdného stroje: 7 500 kg
- Vzletová hmotnost: 13 000 kg
- Maximální vzletová hmotnost: 17 000 kg
- Pohonná jednotka: 1× dvouproudový motor Snecma M53-P2 příd. spalováním, o tahu 64,3 kN (95,1 kN s příd. spal.)
- Zásoba paliva: 3 200 kg ve vnitřních nádržích, 6 200 kg v přídavných nádržích.

### Výkony
- Maximální rychlost: 2,2 M (2 530+ km/h) ve velké výšce/ 1 110 km/h v malé výšce
- Přeletový dolet: 3 335 km
- Dolet: 1 550 km s příd. nádržemi
- Dostup: 17 060 m
- Počáteční stoupavost: 285 m/s
- Plošné zatížení: 337 kg/m²
- Poměr tah/hmotnost: 0,91

### Výzbroj
- 2x kanón DEFA ráže 30 mm se zásobou munice 125 ks
- 9 externích závěsů s nosností do 6 300kg
  - Střely vzduch-vzduch:
    - 6x MICA IR/RF (Mirage 2000-5, Mirage 2000-9, Mirage 2000 I)
    - 2x Matra R550 Magic-II a 2× Matra Super 530D (Mirage 2000 C)

  - Střely vzduch-země:
    - 2x AM.39 Exocet (Mirage 2000 EG, Mirage 2000-5 Mk2)
    - 2× AS-30L (Mirage 2000 D)

  - Pumy:
    - Mk.82
    - PGM 500 a PGM 2000 (Mirage 2000-9)
    - 2× GBU-12 (Mirage 2000 D, Mirage 2000 C a Mirage 2000 N)
    - 1× GBU-16 (Mirage 2000 D, Mirage 2000 C a Mirage 2000 N)
    - 1× GBU-24 (Mirage 2000 D, Mirage 2000 C a Mirage 2000 N)
    - 2× GBU-49 (Mirage 2000 D)
    - 1× ASMP (Mirage 2000 N)

  - Další:
    - radiolokátor Thomson-CSF RDY (Mirage 2000-5)